# الکس کارپ
الکس کارپ (به انگلیسی: Alex Karp) با نام کامل الکساندر کایدمن کارپ (Alexander Caedmon Karp)، زادهٔ ۲ اکتبر ۱۹۶۷ در نیویورک، کارآفرین و مدیرعامل آمریکایی است که به عنوان یکی از بنیان‌گذاران و مدیرعامل شرکت فناوری پالانتیر تکنولوژیز(Palantir Technologies) شناخته می‌شود.

## زندگی‌نامه
کارپ در نیویورک به دنیا آمد و در فیلادلفیا بزرگ شد. پدرش رابرت کارپ، متخصص اطفال یهودی، و مادرش لیا کارپ، هنرمندی آفریقایی-آمریکایی بود. او از کودکی با اختلال خوانش‌پریشی (دیسلکسی) مواجه بود.

## تحصیلات
کارپ در سال ۱۹۸۹ مدرک کارشناسی فلسفه را از کالج هاورفورد دریافت کرد. سپس در سال ۱۹۹۲ مدرک دکترای حقوق (JD) را از دانشگاه استنفورد گرفت، جایی که با پیتر تیل، یکی از بنیان‌گذاران پی‌پال، آشنا شد. در ادامه، در سال ۲۰۰۲ دکترای خود را در نظریه اجتماعی نئوکلاسیک از دانشگاه گوته فرانکفورت دریافت کرد.

## فعالیت‌های حرفه‌ای
پس از پایان تحصیلات، کارپ به عنوان پژوهشگر در مؤسسه زیگموند فروید در فرانکفورت فعالیت کرد. او با استفاده از ارثیه‌ای که از پدربزرگش به دست آورد، در استارتاپ‌ها و بازار سهام سرمایه‌گذاری کرد و موفقیت‌هایی کسب کرد. این موفقیت‌ها منجر به تأسیس شرکت مدیریت سرمایه‌گذاری Caedmon Group در لندن شد که به مدیریت سرمایه افراد ثروتمند می‌پرداخت.

## پالانتیر تکنولوژیز
در سال ۲۰۰۳، کارپ به همراه پیتر تیل، جو لونسدیل، استیفن کوهن و ناتان گتینگز، شرکت پالانتیر تکنولوژیز را تأسیس کرد. این شرکت در زمینه تحلیل داده‌های کلان فعالیت می‌کند و محصولات آن در حوزه‌های دفاعی، اطلاعاتی و تجاری مورد استفاده قرار می‌گیرد. از جمله مشتریان پالانتیر می‌توان به سازمان‌های اطلاعاتی ایالات متحده، وزارت دفاع آمریکا، و شرکت‌هایی مانند ایرباس و مرسدس بنز اشاره کرد.

## دیدگاه‌ها و سبک رهبری
کارپ به عنوان فردی با دیدگاه‌های مترقی و سوسیالیستی شناخته می‌شود. او از همکاری شرکت‌های فناوری با دولت‌ها حمایت می‌کند و معتقد است که این همکاری‌ها باید در راستای حفظ دموکراسی و امنیت ملی باشد. کارپ همچنین به حفظ حریم خصوصی اهمیت می‌دهد و تأکید دارد که فناوری باید در خدمت جامعه باشد.

## زندگی شخصی
کارپ از سال ۲۰۲۳ در لیختن‌اشتاین زندگی می‌کند. او به فعالیت‌های ورزشی مانند اسکی و صحرانوردی علاقه‌مند است و به سبک زندگی سالم اهمیت می‌دهد.

## آثار
در سال ۲۰۲۵، کارپ کتابی با عنوان «جمهوری فناورانه» منتشر کرد که در آن به بررسی نقش فناوری در جامعه و تأثیر آن بر دموکراسی پرداخته است.